# منطقه‌های کلان‌شهری در آلمان

منطقه‌های کلان‌شهری در آلمان

در کشور آلمان یازده منطقه کلان‌شهری وجود دارد که در بر گیرنده پرجمعیت ترین شهرهای این کشور و ناحیه‌های زیر پوشش آنها است. این یازده منطقه کانون های سیاسی، اقتصادی و فرهنگی کشور آلمان هستند و با انگیزه برنامه ریزی بهتر به واحد های سیاسی تقسیم شده اند. گرچه بر پایه تعریفی دقیق تر از کلان‌شهر، تنها چهار شهر برلین، هامبورگ، مونیخ و کلن آستانه یک میلیون تن جمعیت را برای قرار گرفتن در زمره کلان‌شهر ها را رد می کنند.

## منطقه‌های کلان‌شهری
یازده منطقه‌ کلان‌شهری آلمان عبارت اند از:
1. آلمان مرکزی
2. اشتوتگارت
3. برلین/براندنبورگ
4. راین-رور
5. راین-ماین
6. راین-نکار
7. شمال غرب
8. مونیخ
9. نورنبرگ
10. هامبورگ
11. هانوفر–براونشوایگ–گوتینگن–وولفسبورگ